# Нижегородов, Денис Геннадьевич
Денис Геннадьевич Нижегоро́дов (26 июля 1980, село Александровка, Мордовская АССР) — российский легкоатлет, экс-рекордсмен мира в спортивной ходьбе на 50 километров, двукратный призёр Олимпийских игр, вице-чемпион мира 2011 года, заслуженный мастер спорта России.

## Биография
Спортивной ходьбой занимается с 18 лет под руководством заслуженного тренера России Виктора Михайловича Чёгина. В ходьбе на 50 км — серебряный призёр Игр XXVIII Олимпиады в Афинах, 2-кратный победитель Кубка мира (2006, 2008), бронзовый призёр Игр XXIX Олимпиады в Пекине.
Денис Нижегородов стал одним из героев Олимпийских игр в Афинах. 27 августа 2004 года в соревнованиях по ходьбе на 50 км в условиях невыносимой жары Нижегородов, теряя сознание, все-таки сумел дойти до финиша, уступив лишь поляку Роберту Корженёвскому.
11 мая 2008 года на Кубке мира в Чебоксарах одержал победу в заходе на 50 км с новым мировым рекордом — 3 часа 34 минуты 14 секунд, побив предыдущее мировое достижение, установленное в 2006 году австралийцем Нейтаном Диксом, больше чем на полторы минуты (3:35,47).
22 августа 2008 года занял третье место в соревнованиях по спортивной ходьбе на 50 км на Олимпийских играх в Пекине. До 40 км держался в лидирующей тройке, но позже отстал от итальянца Алекса Швацера, выигравшего с олимпийским рекордом. Второе место занял австралиец Джаред Таллент. Швацер в 2012 году был уличён в применении допинга и дисквалифицирован, однако это решение не распространяется на результаты пекинской Олимпиады, итальянец остаётся олимпийским чемпионом.
8 ноября 2013 года главный тренер сборной России по лёгкой атлетике Валентин Маслаков заявил о том, что Денис Нижегородов завершил свою спортивную карьеру.

## Награды и звания
- Медаль ордена «За заслуги перед Отечеством» II степени — За большой вклад в развитие физической культуры и спорта, высокие спортивные достижения на Играх XXIX Олимпиады 2008 года в Пекине (2009)[3]
- Орден Мужества (18 февраля 2006) — За мужество, самоотверженность и волю к победе[4]
- Заслуженный мастер спорта России